# Верховный директор Соединенных провинций Рио-де-ла-Плата
Верховный директор Объединённых провинций Рио-де-ла-Плата (исп. Director Supremo de las Provincias Unidas del Río de la Plata) — титул, присваиваемый исполнительным должностным лицам Соединённых провинций Рио-де-ла-Плата в соответствии с формой правления, установленной в 1814 году Ассамблеей XIII года. Верховный директор должен был осуществлять власть в течение двух лет.
Ассамблея надеялась противостоять роялистам, которых воодушевляли внутренние разногласия в патриотической фракции. Чтобы предотвратить злоупотребления властью, директорство должно было быть объединено с государственным советом из девяти членов и должно было подчиняться конгрессу, уполномоченному проводить в жизнь законодательство.
После отставки Хосе Рондо после поражения унитариев в битве при Сепеде пост Верховного директора на короткое время занял Хуан Педро Агирре. Он поддержал решение Кабильдо Буэнос-Айреса назначить губернатора провинции Буэнос-Айрес, поскольку национальный конгресс распустился 16 февраля 1820 года, что фактически положило конец централизму в национальном правительстве и открыло путь новой федеральной реорганизации страны, которая была немедленно формализована Договором Пилар 23 февраля 1820 года.
Для традиционной либеральной историографии, примером которой являются работы Бартоломе Митре, последствия роспуска централистского правительства привели к Anarquía del año 20 (Анархии 1820-х годов). До 1826 года в провинциях Аргентины не будет никакой центральной власти.

## Список верховных директоров
| Вступил в должность | Покинул должность | Верховный директор              | Верховный директор            |       |
| ------------------- | ----------------- | ------------------------------- | ----------------------------- | ----- |
| 31 января 1814      | 15 января 1815    | Хервасио Антонио де Посадас !   | Хервасио Антонио де Посадас   | [ 1 ] |
| 15 января 1815      | 15 апреля 1815    | Карлос Мария де Альвеар !       | Карлос Мария де Альвеар       | [ 2 ] |
| 18 апреля 1815      | 20 апреля 1815    | Хуан Хосе Вьямонте !            | Хуан Хосе Вьямонте            | [ 3 ] |
| 20 апреля 1815      | 20 апреля 1815    | Хосе Рондо !                    | Хосе Рондо                    | [ 4 ] |
| 20 апреля 1815      | 17 апреля 1816    | Игнасио Альварес Томас !        | Игнасио Альварес Томас        | [ 5 ] |
| 17 апреля 1816      | 12 июля 1816      | Антонио Гонсалес де Балькарсе ! | Антонио Гонсалес де Балькарсе | [ 6 ] |
| 3 мая 1816          | 9 июня 1819       | Хуан Мартин де Пуэйрредон !     | Хуан Мартин де Пуэйрредон     | [ 7 ] |
| 9 июня 1819         | 11 февраля 1820   | Хосе Рондо !                    | Хосе Рондо                    | [ 8 ] |
| 11 февраля 1820     | 16 февраля 1820   | Хуан Педро Агирре !             | Хуан Педро Агирре             | [ 9 ] |